# 2월 15일
2월 15일은 그레고리력으로 46번째(윤년일 경우도 46번째) 날에 해당한다.

## 사건
- 1775년 - 교황 비오 6세, 250대 로마 교황 취임.
- 1894년 - 동학 농민 운동 발발.
- 1898년 - USS 메인 호가 쿠바의 아바나 항구에서 폭발하여 266명이 사망. 미국-스페인 전쟁으로 이어짐.
- 1927년 - 신간회 창립.
- 1950년 - 중국과 소비에트 연방이 우호동맹상호원조조약을 조인하다.
- 1989년 - 소비에트 연방의 아프가니스탄 침공: 소비에트 연방이 아프가니스탄에서 소련군 철수를 공식 발표하다.
- 1995년 - 케빈 미트닉이 FBI에 체포되다.
- 2003년 - 이라크 전쟁에 반대하는 반전 운동이 세계 각지에서 열리다.
- 2007년 -
  - 탈북자 4명과 탈북자들을 도와준 한국인 1명이 중국 공안에게 붙잡혀, 단둥으로 강제 이송당했다.
  - 고려대학교 이필상 총장이 사의를 표명했다.
- 2008년 - 체코 대통령 선거에 바츨라프 클라우스 현직 체코 대통령이 재선되다.
- 2010년 - 벨기에 부이진겐에서 마주오던 통근열차가 충돌하여 최소 20여명이 사망하였다.
- 2011년 - 아랍의 봄의 일부인 리비아 내전이 일어 났다.
- 2012년 - 타이의 방콕에서 연쇄 폭탄테러 사건이 발생하여 5명이 부상당하다.
- 2013년 - 러시아 우랄산맥에서 운석이 낙하, 일부 파편은 인구 밀도가 낮은 첼랴빈스크에 떨어졌으며 1000여명이 부상당하였다.
- 2014년 -
  - 부산광역시 남외항에서 기름이 유출되었다. 이는 여수 기름유출사고보다 1.5배 많은 것으로 기록되었다.
  - 미국 연방법원이 버지니아주의 동성 결혼 금지법률을 뒤집는 판결을 내리다.
  - 시리아 내전 관련 협상이 성과 없이 종료되다.
  - 탐맘 살람이 레바논의 총리로 선출되다.
- 2015년 - 콜린다 그라바르키타로비치가 제 4대 크로아티아 대통령으로 취임하다.

## 문화
- 1946년 - 세계 최초의 전자계산기 에니악이 만들어지다.
- 2002년 - KBS 2TV 어린이 드라마 요정 컴미가 478회를 끝으로 종영.
- 2011년 - 평창, 2018년 동계 올림픽 IOC 실사. ( ~ 2월 18일)
- 2014년 - 러시아 소치 동계올림픽에서 귀화한 안현수가 8년만에 쇼트트랙에서 금메달을 차지하였다. 이후 대한빙상연맹에 대한 네티즌들의 비난이 이어졌다.

## 탄생
- 1564년 - 이탈리아의 과학자 갈릴레오 갈릴레이. (~1642년)
- 1710년 - 프랑스의 군주 루이 15세. (~1775년)
- 1748년 - 영국의 철학자 제러미 벤담. (~1832년)
- 1763년 - 이치노세키 번의 5대 번주 다무라 무라스케. (~1808년)
- 1823년 - 청나라의 정치인 이홍장. (~1901년)
- 1861년 - 영국의 철학자 앨프리드 노스 화이트헤드. (~1947년)
- 1874년 - 영국의 군인, 탐험가 어니스트 섀클턴. (~1947년)
- 1875년 - 일제 강점기의 독립 운동가 노백린. (~1922년)
- 1882년 - 미국의 배우 존 배리모어. (~1942년)
- 1899년 - 미국의 잉크화가 릴리언 디즈니. (~1997년)
- 1908년 - 대한민국의 정치인 주금용. (~1984년)
- 1909년
  - 조선민주주의인민공화국의 소설가 현덕. (~1926년)
  - 네덜란드의 시민 미프 히스. (~2010년)
- 1920년 - 일본의 물리학자 구보 료고. (~1995년)
- 1923년 - 소련과 러시아의 활동가, 인권 운동가 옐레나 본네르. (~2011년)
- 1924년
  - 대한민국의 시인, 아동문학가 박화목. (~2005년)
  - 대한민국의 정치인 김인. (~1998년)
- 1928년
  - 대한민국의 군인 출신 정치가 함명수. (~2016년)
  - 대한민국의 국어학자 이수열. (~2021년)
- 1934년 - 스위스의 컴퓨터과학자 니클라우스 비르트. (~2024년)
- 1935년 - 미국의 언론인 수전 브라운밀러. (~2025년)
- 1937년 - 이탈리아의 가수, 기타리스트 파우스토 칠리아노. (~2022년)
- 1938년 - 대한민국의 법조 출신 정치인 김수. (~1995년)
- 1940년 - 대한민국의 축구 선수 임국찬.
- 1941년 - 대한민국의 배우 신귀식. (~2022년)
- 1942년 - 대한민국의 정치인 강희복.
- 1943년 - 대한민국의 성우 유명옥. (~2023년)
- 1944년 - 이츠케리아 체첸의 공화국 제1대 대통령 조하르 두다예프. (~2004년)
- 1945년
  - 대한민국의 사회학자 한상진.
  - 일본의 전 프로 야구 선수, 야구 지도자, 야구 해설가·평론가, 기업인 다카하시 나오키.
- 1946년 - 대한민국의 배우 박종관.
- 1948년 - 미국의 만화가 아트 스피겔먼.
- 1949년 - 대한민국의 공무원, 정치인 김종민.
- 1951년
  - 러시아의 정치인 니콜라이 메르쿠시킨.
  - 핀란드의 자동차 경주 선수 마르쿠 알렌.
  - 폴란드의 배우 야드비가 얀코프스카치에실라크. (~2025년)
- 1953년
  - 대한민국의 정치인 이재근.
  - 대한민국의 전 교수 하수호.
- 1954년
  - 미국의 만화가 맷 그레이닝.
  - 몰도바의 외교관 미하이 벌란.
- 1955년 - 미국의 배우 크리스토퍼 맥도널드.
- 1956년
  - 대한민국의 배우 박용수.
  - 미국의 배우, 모델 폴리나 포리스코바.
- 1957년 - 대한민국의 기초단체장으로 민선 5기 경기도 안산시 시장 김철민.
- 1958년
  - 대한민국의 가수 신형원.
  - 이란계 미국의 배우 숀 토브.
- 1962년
  - 대한민국의 정치인 김태흠.
  - 대한민국의 성우 이승주.
  - 대한민국의 정치인 하윤수.
- 1964년 - 대한민국의 성우 이현걸.
- 1965년 - 대한민국의 프로듀서 김형일.
- 1966년
  - 대한민국의 정치인 김정재.
  - 대한민국의 배우 차광수.
- 1967년
  - 대한민국의 정치인, 민선 6·7기 춘천시의원 이혜영.
  - 일본의 성우 호쿠토 미나미.
- 1968년 - 대한민국의 기업인 이우정.
- 1969년
  - 대한민국의 가수 권선국.
  - 대한민국의 정치인 전진숙.
- 1970년 - 대한민국의 싱어송라이터, 음악가 이승열.
- 1971년 - 대한민국의 사회운동가, 정치인 천준호.
- 1972년
  - 대한민국의 MC 겸 희극인 서경석.
  - 일본의 작가, 정치인 사쿠라이 마코토.
  - 대한민국의 방송인 김성경.
- 1973년 - 대한민국의 배우 신은경.
- 1974년
  - 대한민국의 정치인 권은희.
  - 대한민국의 KBS 기자 정영훈.
  - 대한민국의 쇼트트랙 선수 송재근.
- 1976년
  - 대한민국의 배우 공정환.
  - 독일의 체스 선수 다니엘 프리드만.
- 1977년
  - 대한민국의 배우 김강현.
  - 대한민국의 극작가 안현정. (~2011년)
  - 미국의 전 야구 선수 맷 랜들.
- 1978년
  - 대한민국의 아나운서 오상진.
  - 대한민국의 작곡가 이루마.
  - 대한민국의 배우 이현영.
  - 대한민국의 음악가 길.
- 1979년
  - 대한민국의 성우 김두희.
  - 대한민국의 야구 선수 김병현.
  - 캐나다의 배우 카이 에릭 에릭슨.
- 1980년
  - 대한민국의 야구 선수 김일엽.
  - 대한민국의 가수 리피트.
- 1981년
  - 대한민국의 배우 홍수현.
  - 대한민국의 배우 진태현.
  - 대한민국의 축구 선수 김두환.
  - 우크라이나의 축구 선수 올렉시 벨리크.
- 1982년
  - 대한민국의 가수 김건우.
  - 대한민국의 영화 감독 윤가은.
- 1983년
  - 대한민국의 야구 선수 최준석.
  - 대한민국의 배우 이진희.
  - 이탈리아의 축구 선수 롤란도 비안키.
  - 대한민국의 가수 도은영. (~2015년)
- 1984년
  - 대한민국의 야구 선수 신주영.
  - 대한민국의 배우 윤종훈.
  - 대한민국의 가수 밍크.
- 1985년 - 일본의 만화가 토쿠노 쇼타로.
- 1986년
  - 대한민국의 가수 한소민.
  - 불가리아의 축구 선수 발레리 보지노프.
  - 일본의 성우 코시미즈 아미.
- 1987년 - 일본의 성우 아사쿠라 아즈미.
- 1988년
  - 일본의 배우, 모델 구사노 히로노리.
  - 포르투갈의 축구 선수 후이 파트리시우.
- 1989년
  - 대한민국의 스피드 스케이팅 선수 모태범.
  - 대한민국의 축구 선수 김민서.
  - 일본의 가수니시와키 아야카 (퍼퓸).
- 1990년
  - 일본의 유도 선수 에비누마 마사시.
  - 대한민국의 가수 의진.
  - 러시아의 모델 소피야 루디예바.
- 1992년 - 대한민국의 가수 래환 (빅스타).
- 1993년 - 대한민국의 래퍼 라비 (빅스).
- 1994년
  - 대한민국의 배우 진세연.
  - 대한민국의 래퍼 조타 (매드타운).
  - 대한민국의 배우 이종화.
  - 대한민국의 가수 아인.
- 1995년
  - 대한민국의 배우 고민시.
  - 미국의 래퍼 메건 더 스탤리언.
  - 독일의 축구 선수 자라 데브리츠.
  - 대한민국의 배우 장서연.
- 1996년
  - 세르비아의 축구 선수 네마냐 라도니치.
  - 대한민국의 농구 선수 김국찬.
- 1997년 - 미국의 농구 선수 데릭 존스 주니어.
- 1998년 - 미국의 배우 재커리 고든.
- 1999년 - 일본의 가수 오가타 하루나.
- 2001년 - 미국의 배우 헤일리 추.
- 2002년
  - 대한민국의 야구 선수 나승엽.
  - 대한민국의 야구 선수 안재석.
- 2004년 - 대한민국의 축구 선수 박장한결.
- 2010년 - 대한민국의 가수 안율.

### 미상
- 대한민국의 가수 박성욱.

## 사망
- 1591년 - 일본 센고쿠 시대의 무장 도요토미 히데나가. (1540년~)
- 1857년 - 러시아의 작곡가 미하일 글린카. (1804년~)
- 1940년 - 대한제국의 의사 박서양. (1885년~)
- 1959년 - 영국의 물리학자 오언 윌런스 리처드슨. (1879년~)
- 1960년 - 대한민국 독립운동가 정치인 조병옥. (1894년~)
- 1977년 - 대한민국의 화가 허백련. (1891년~)
- 1988년 - 미국의 물리학자 리처드 파인만. (1918년~)
- 1996년 - 대한민국의 시인 백석. (1912년~)
- 2009년 - 대한민국의 시인 이병훈. (1925년~)
- 2019년 - 미국의 배우 리 라지윌. (1933년~)
- 2020년 - 잉글랜드의 사회자 캐럴라인 플랙. (1979년~)
- 2021년
  - 대한민국의 통일운동가 백기완. (1932년~)
  - 대한민국의 시인 김형영. (1945년~)
  - 대한민국의 공무원 최광수. (1935년~)
  - 아르헨티나의 축구 선수 레오폴도 루케. (1949년~)
- 2022년 - 대한민국의 정치인 정창화. (1940년~)
- 2023년
  - 미국의 생화학자 폴 버그. (1926년~)
  - 대한민국의 정치인, 군인 신치구. (1932년~)
  - 미국의 영화배우 라켈 웰치. (1940년~)
  - 대한민국의 역사학자, 교수 한영우. (1938년~)
- 2024년 - 미국의 포로노배우 캐그니 린 카터. (1987년~)

## 기념일
- 세르비아의 국경일(Serbia's National Day)
- 캐나다 국기의 날(National Flag of Canada): 메이플 리프 플래그가 공식적으로 채택된 날
- 카니발
- 세계 하마의 날

## 같이 보기
- 전날: 2월 14일 다음날: 2월 16일 - 전달: 1월 15일 다음달: 3월 15일
- 음력: 2월 15일
- 모두 보기